# Stenocline ericoides
Stenocline ericoides DC., 1838 è una pianta erbacea della famiglia delle Asteraceae, endemica del Madagascar.
Alcuni recenti studi hanno dimostrato che gli estratti grezzi di Stenocline ericoides e Stenocline inuloides DC. potrebbero avere proprietà antivirali contro i virus Dengue e Zika. In particolare S. ericoides ha un'azione virucida mentre S. inuloides inibisce le prime fasi dell’infezione virale con un effetto non citotossico nelle cellule umane.